# 陆克文
凯文·迈克尔·拉德，AC（英語：Kevin Michael Rudd；1957年9月21日—），汉名陆克文，是澳大利亚外交官、前工党籍政治人物，现任澳大利亚驻美国大使。陆克文出生于澳大利亚昆士兰州楠伯，毕业于澳大利亚国立大学，主修中国历史及文学。从政期间，曾任澳大利亚工党领袖、联邦外交部长等职，并於2007至2010年间以及2013年两度出任澳大利亞總理，还曾在2021至2023年间任亚洲协会主席。
陆克文出身贫寒，父亲早逝，他和三个兄弟姐妹由母亲一人抚养长大成人，生活颠沛流离。学生时代其成绩优异，并显露出演讲方面的能力，后考入澳洲国立大学学习并以优异成绩毕业。在政治生涯早期，陆克文曾在澳大利亚外交部及昆士兰州议会、政府等部门和昆士兰大学工作。1998年10月，他当选为澳洲联邦国会议员，并进入影子内阁。2006年，获选为工党领袖。2007年11月，在当年的联邦大选中带领工党取得胜利，成为澳大利亚第26任总理。在2008年的国际金融危机中，陆克文政府表现出色，采取的应对措施使澳洲经济没有受到大范围影响并避免了衰退，是世界发达经济体中唯一做到此点的国家。陆克文因而获选当年的《时代》百大人物。
2010年6月，因工党内部纷争，陆克文被迫下台，时任副总理及工党副党魁的朱莉娅·吉拉德接替了他的党魁及总理的职务，随后其出任澳大利亚外交部长至2012年初。2013年6月，在党内选举中击败吉拉德获胜，再任总理，然而仅3个月后便在当年的联邦大选中被托尼·阿博特领导的自由党-国家党联盟击败，再次下台。2013年11月，陆克文从议会辞职，自此结束了在澳洲的政治生涯。离开政坛后，陆克文主要从事中国及亚洲方面的研究及交流工作，并从2014年10月起担任亚洲协会政策研究所首任所長。2022年底，陆克文获任命为新一任澳大利亚驻美国大使，于2023年3月上任。
陆克文年輕時即在母亲影响下接触中華文化及历史并對此表现出兴趣，后来更在澳洲國立大學中修讀中國歷史及中國文學，且曾在北京、台湾等地工作留学，因此具有较高程度的汉语水平。他能用非常流利且标准的中文普通话演讲，并与中国领导人和记者无障碍交流，还可以顺畅背诵《三字经》等漢語作品，这在母语属于不同语系的西方国家领导人中极为罕见。他的中文名取自其英文名Kevin Rudd（克文·陆）的谐音。因汉语与英语不同，姓在名前，故用名陆克文。

## 早年生活
1957年9月21日，陸克文出生于昆士兰州的楠伯镇，是家中四个孩子中最年幼的一个。他幼年在附近尤曼迪（Eumundi）小镇上父母工作的一座牛奶农场上长大，家境贫寒。11岁那年，其身为佃农的父亲阿尔伯特（Albert Rudd）遭遇车祸，入院救治后又感染了败血病，不久后即去世。然而祸不单行，原来全家租宿的房子此后也被地主收回，被扫地出门的母亲玛格丽特（Margaret Rudd, 原姓DeVere）无奈带着四个孩子投奔亲戚，全家还曾挤在一辆房车里克難安身。少年时期的生活使得陆克文感染了风湿热造成主动脉瓣损伤，使得他成年后不得不几次接受心脏瓣膜置换手术，这同时也坚定了他步入政坛后对器官捐赠事业的强烈支持。
依靠福利组织的救助，加上母亲是虔诚的天主教徒，1969年，12岁的陆克文得到了可以寄读教会办学的布里斯班艾诗格罗夫玛丽会（Ashgrove Marist）修士男校的资格，忍受着他日后形容为“坚苦、严酷、缺乏宽容的天主教会制度”。两年后，陆克文的母亲终于完成再就业培训成为护士，全家也搬回了楠伯镇，曾经由亲友轮流照管的陆克文得以转读故乡的公立楠伯州立中学（Nambour State High School），并靠着学习刻苦和成绩优秀得到了奖学金。1974年，他以全年级第一名的成绩高中畢業，并获得了当年扶轮社年度“澳大利亚青年演说大赛”（Youth Speaks for Australia）昆士兰州的第一名。在中学时代，陆克文就开始接触政治並參與澳洲工党的活动；15岁时即开始参加了地区的青年工党会议。同时陆克文也对亚洲文化很向往，特别是对中国感兴趣。陸克文高中畢業时以高分考取澳大利亚国立大学——就在此前不久，属工党的时任总理高夫·惠特拉姆刚刚取消了全国大学学费，使得像陆克文这样背景的孩子可以进入大学学习。陆克文曾这样形容他的机遇：
|  | 我是一个活出了高夫·惠特拉姆的梦想的孩子——能够有一张学习的书桌和一盏灯。1972年大选之后，我的母亲告诉我：像我这样农村来的孩子，原本家境不怎么好，也没有政治血统。但自此以后，我和别的孩子一样可以进入大学学习，并能够期盼有朝一日为国家的政治生活作出贡献。 |

在澳洲國立大學，陆克文修读中國歷史及中國文學专业，同時取「陸克文」作為他的中文姓名；其後，以一等榮譽學士畢業。陆克文1980年在写他的荣誉学位论文时，所选择的主题是当代的中国民主运动，研究对象是中国1970年代名噪一时的民主異見人士魏京生，而论文导师是考林·杰夫考特和比利时出生的著名汉学家李克曼。为了完成论文，陆克文曾从香港收集了他所需要的大量资料，并阅读了很多中文材料。杰夫考特表示，对于陆克文强大的学习动力，他“觉得吃惊”。陆克文憑藉这篇论文获得一級榮譽學位畢業。
陆克文曾於1980年赴台北市的國立台灣師範大學國語教學中心學習中文。1984年他也去過香港中文大學雅禮中國語文研習所進修。

## 青年时代

2005年11月的陆克文

1981年澳洲国立大学畢業後，陸克文進入澳大利亚外交部服務，先派駐瑞典首都斯德哥爾摩；1984年轉派駐北京，專責分析中國政治及經濟形勢；1988年陸克文升任為外交部助理次長。不久，陆克文为当时是昆士兰州議會反对党领袖的韋恩·戈斯工作，并協助他在第二年的大选中獲勝。在戈斯出任昆士兰州州长后，即任命陆克文担任自己的幕僚长、兼州政府内阁办事处总监。1995年陸克文离开昆士兰州政府，出任畢馬威（KPMG）會計師事務所中國事務顧問。1997年出任澳大利亚昆士兰大学亚洲语言系副主任。

## 初涉国政

### 议员岁月
1998年，陸克文擊敗自由黨在位議員，取得格里菲斯选区的議席，進入國會众议院；2001年獲提升為影子内阁外交部長，成为前座议员。
而在2003年的伊拉克战争后萨达姆的政权的倒台，陆克文批评当时的霍华德政府支持美国的立场，但同时又保留了工党支持澳美同盟的立场。这些在议会中的表现使得陆克文的政策经验得到增强，他也因此成为一位知名的工党议员。而当03年底工党党首西蒙·克林受到前党首比兹利的挑战时，陆克文又并未公开表态。后于同年12月克林辞职后，陆克文就开始被认为是一个可能的候选人，但他最终宣布不会参选，而会投票给其中一个候选人比兹利。
可是由于比兹利最终被马克·莱瑟姆击败，陆克文被认为可能被降职，却最终保住影子部长的职位。后来莱瑟姆与陆克文的关系恶化，工党也在2004年的大选遭遇惨败，陆克文随即再次被认为是取代莱瑟姆的人选，但他始终否认将挑战。后于2005年1月，莱瑟姆突然辞职，陆克文不表态参加党内竞选。其后比兹利回炉掌舵，在其此次的影子内阁中，陆克文不但保住原有职务，更增加了影子贸易部长一职。

### 走向巅峰
2006年12月4日，陆克文宣布挑战工党的时任领袖金·比兹利，并在黨内領袖會議上以49票对39票击败了在任领袖比兹利，成为新一任工党的联邦领袖，並由女議員茱莉雅·吉拉德出任副領袖。这次人事变动，对在野已11年的澳大利亚工党来说，是关乎未来前途命运的時刻。在过去的11年中，工党已经替换了四任领袖。而这次陆克文利用“新官上任”的明星效应和“蜜月期”赴全澳各地展开“倾听之旅”和竞选宣传攻势；这使得他在民调中的声望逐渐攀升，甚至还超过了当时的总理霍华德的支持率。然而，随着竞选的深入，争议也不断被揭露。2007年初，媒体聚焦其妻李恩所開設的公司獲得大量政府合約之事。有评论认为，如果陆克文当选总理，他的妻子出于避嫌考虑应当停止与政府做生意。随后李恩公開在電視上表示將出售公司而把該事件平息。
与此同时，2007年也是澳大利亚的大选年，新一轮执政权的角逐将在年末的选举中揭晓胜负。在选战中，陆克文与其竞争对手、时任总理的约翰·霍华德进行了电视辩论。霍华德是澳大利亚政坛的资深政治家，已投身联邦政治30余年，其较陆克文年长近20岁并且已担任总理11年之久（1996年上任，其间3次获得连任），政治经验和能量巨大，在澳洲政坛有“不倒翁”之称。虽然相比之下陆克文的诸多条件都不占优势，但事后很多分析人士认为陆克文在辩论中的表现更具热情、魅力和说服力。而霍华德则略显消极，把主要的篇幅都放在了攻击工党之短上，使之相形见绌，为其谋求连任之路加入了不确定因素。
2007年11月24日，澳洲联邦大选如期举行，陆克文领导的工党以明显优势击败了霍华德所领导的自由党-国家党联盟，获得国家执政权。选举结果显示，陆克文领导的工党在选举中较往届增加了23个席次，得票率也增长了5.44%，当时澳洲媒体形容陆克文的压倒性胜利为“Ruddslide”（陆氏滑坡）。并且，令人意外的是，总理霍华德在执政权落败的同时也丟失了自己坐镇33年之久的新南威尔士州本尼朗选区的席位，被迫离开了澳洲國會，隨即宣布结束自己的政治生涯。

## 波折高层路

### 初任总理（2007年12月－2010年6月）

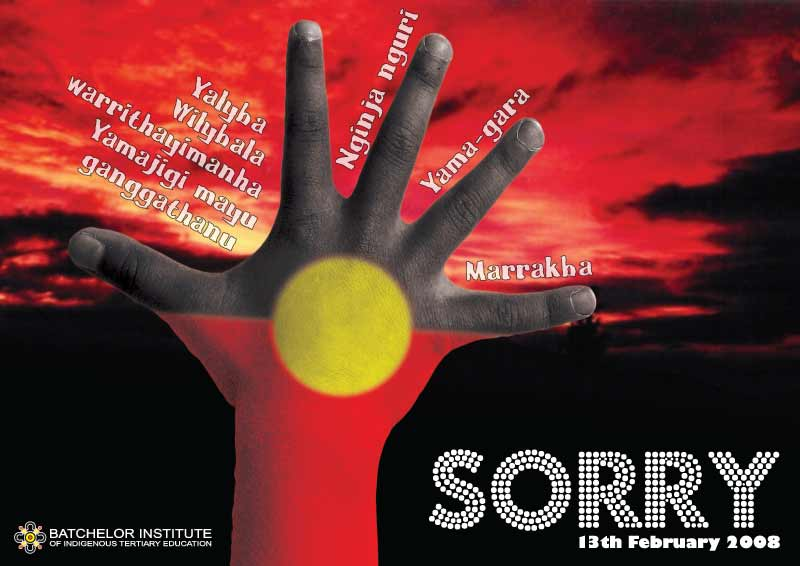
陆克文对「被偷走的一代」的道歉对澳大利亚原住民意义非常大，以致原住民社群每年都在道歉演说的周年庆祝“道歉日”。图为道歉日海报。

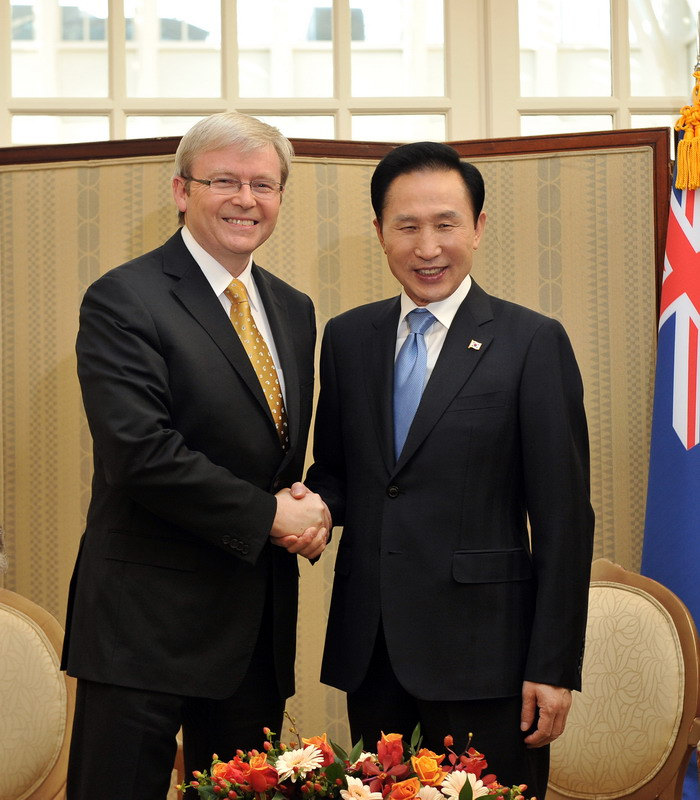
2009年4月2日，陆克文在伦敦的二十国集团伦敦峰会会见韩国总统李明博

在澳洲官方确认工党赢得大选后，2007年12月3日，陆克文率新任内阁成员觐见澳大利亚总督获得任命，正式就任总理。甫一就任，陆克文迅速签署了《京都议定书》，使澳大利亚正式承诺履行1997年各国商定的议定书所规定的澳大利亚应对气候变化的责任。另一方面，2008年2月13日，陆克文在国会代表政府发表道歉声明，对过去实行的政策给澳大利亚原住民带来的伤害，特别是對「被偷走的一代」的伤害进行正式道歉。这两项举措都是霍华德政府虽广受国内、国外批评但坚持多年不予实行的，陆克文政府的举动使得其民望更加攀升，在道歉演说之后的一个月内陆克文的支持率达到澳大利亚历史上罕见的73%。
与此同时陆克文政府也陆续地实行了其他新政，包括废除霍华德政府设立的削弱劳工和工会权利的新劳资关系法，和许诺澳大利亚将从伊拉克撤军。2008年8月，陆克文政府召开“澳大利亚2020峰会”，召集全国贤能人士讨论未来12年内澳大利亚社会方方面面的发展，从澳洲在英联邦内的地位到公民生活，无所不包。2008年下半年，全球金融危机开始影响美国以外的全球市场。陆克文政府根据财政部专家的建议，迅速、果断的采取措施维持消费者信心、稳定金融市场，并发放钱款刺激经济，使得澳大利亚成功避过经济衰退，成为众多西方国家中唯一可以避免危机的国家。陆克文领导下的经济政策维持了澳大利亚经济增长的势头，成功保持了发达国家中极少见的连续22年无衰退的成绩。

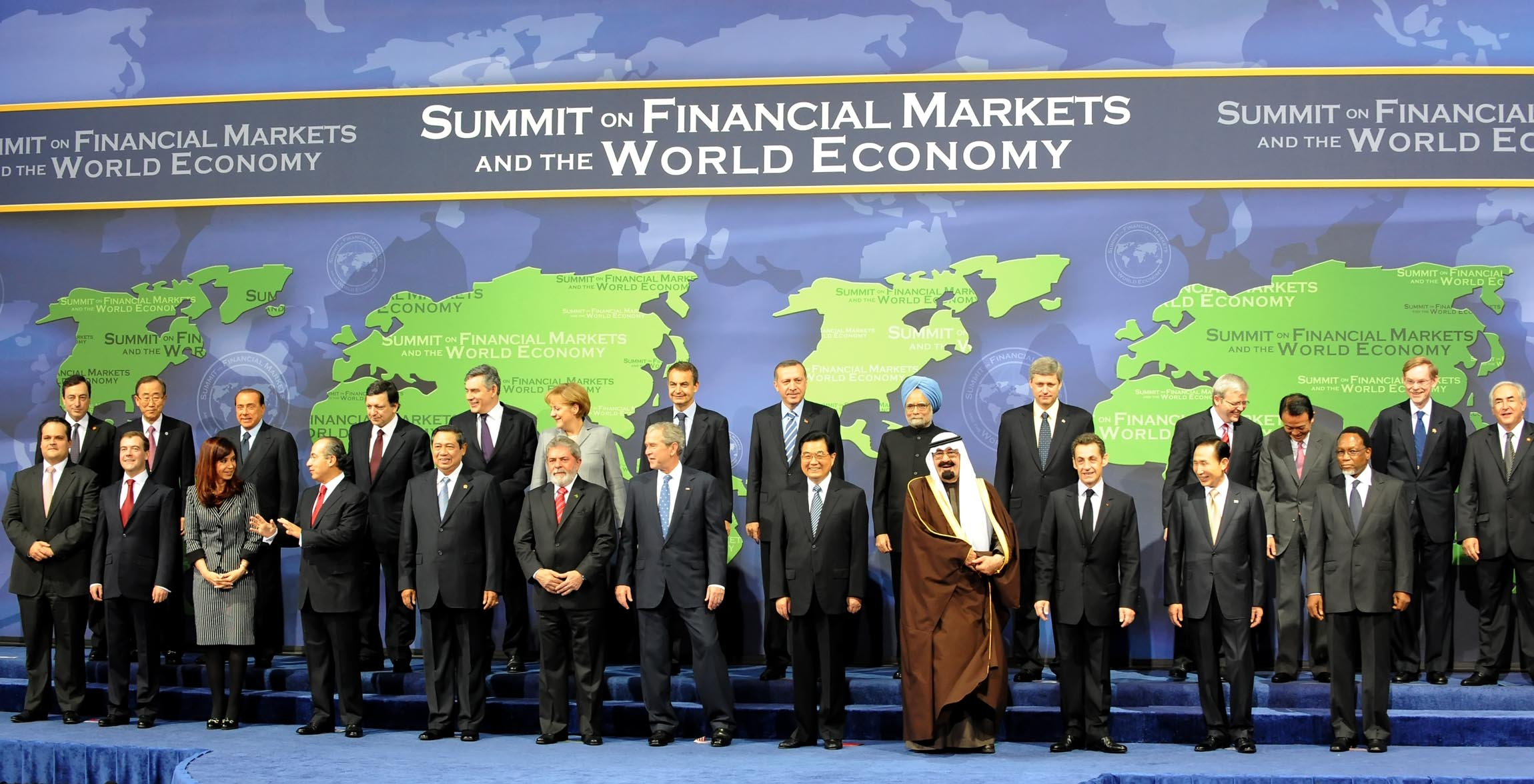
陆克文总理参加G-20领导人峰会（后排右四）

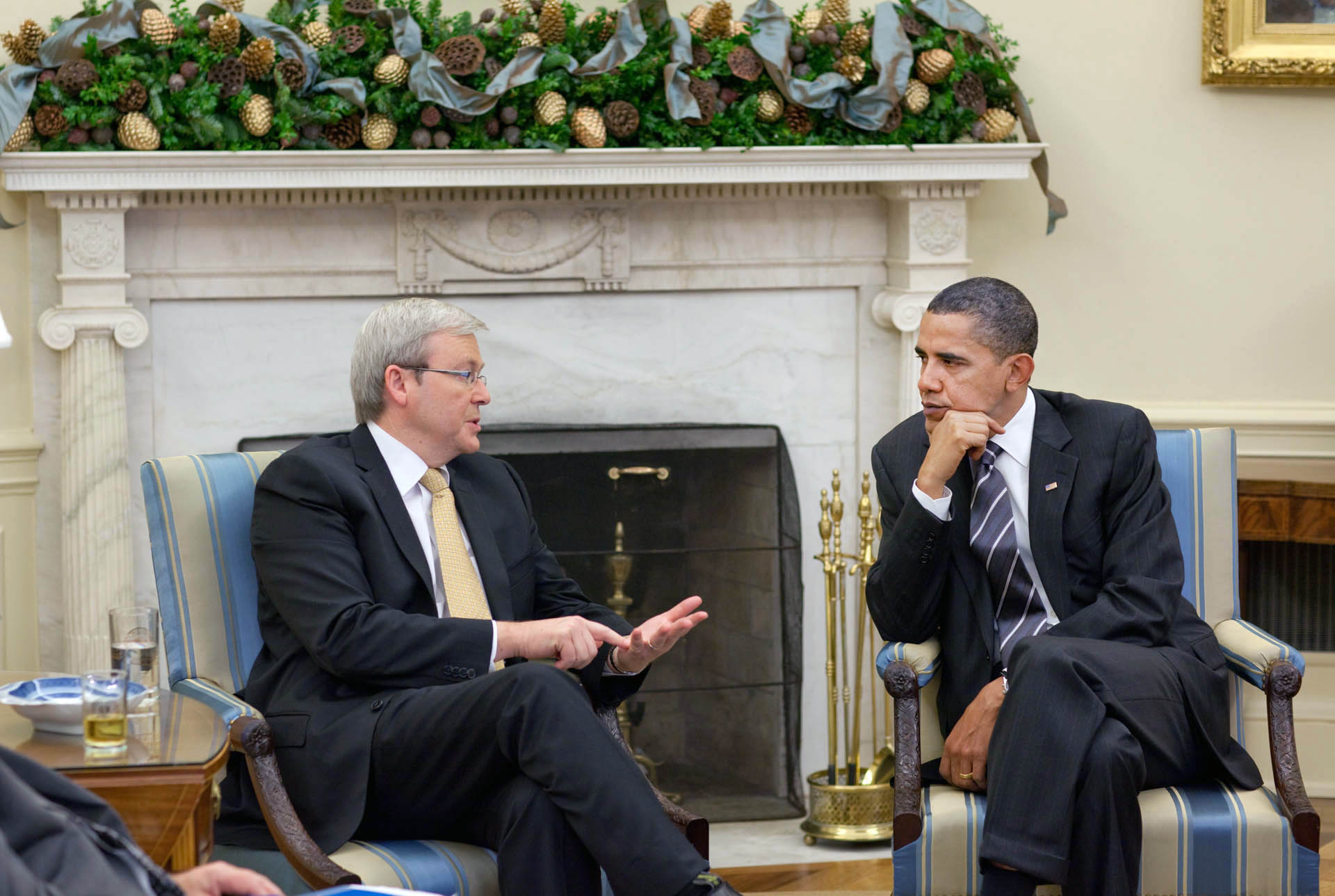
陆克文与美国总统奥巴马会谈

外交政策上，陆克文政府施行联合国、亚洲和美国兼顾的“三个支柱”政策。陆克文和美国总统奥巴马由于政治理念的近似建立了很好的私人关系：奥巴马曾说陆克文是所有世界领袖中和他的思维最相近的，两人有“神交”（"meeting of the mind"）。陆克文的汉语能力又让他和澳大利亚的另一重要贸易伙伴中国的领导人建立起较好的关系。虽然在第一届陆克文政府任内澳中关系受到一系列事件的影响，例如力拓间谍案中中国政府逮捕澳洲人胡士泰，但双方领导人的默契仍使双方关系得到恢复。例如2010年6月21日，时任中共中央政治局常委、中国国家副主席习近平与陆克文在澳洲首都堪培拉举行会谈，双方签署10项总值逾88亿美元的商业协议，其中有7项涵盖资源和能源领域。有分析家认为此举表示澳中关系已从力拓间谍案的纠纷低谷中走出。
虽然陆克文政府凭借这些政策广得人心，但2010年资源盈利税政策的施行失误造成了政府上任之后的第一次挫折。2010年5月，陆克文政府宣布将从2012年7月起，向矿业公司超过市场利率以外的“超额盈利”上征收40％的资源盈利税。虽然这项政策以经济学专家的推荐为基础，但陆克文政府事前未与影响力较大的采矿业进行沟通。政策突然宣布后遭到矿企业主和工人的强烈反对，在澳洲多地爆发数千人的示威游行，游行者在陆克文举行演讲的场地外面，拿着扩音器表达不满。政府陷入被动，陆克文个人支持率和工党的总支持率皆大幅下跌，这为不久后发生的党内纷争埋下了伏笔。

### “午夜中的政治枪决”
至2010年过半之时，虽然陆克文个人支持率仍比反对党领袖托尼·阿博特高出相当大的百分比（46%对37%），而且工党支持率也高于反对党支持率（52%比48%），但一直与陆克文不和的党内派系分子利用民调下滑在党内挑起撤换领袖的风浪。2010年6月，在包括澳洲工人工会在内的大工会和政治掮客鼓动下，部分工党议员表示转而支持陆克文的副手、时任联邦副总理兼工党副领袖的茱莉雅·吉拉德。随后，6月23日夜半，吉拉德面会陆克文，公开宣布挑战陆克文的领导地位以及要求陆克文立刻举行党首选举。陆克文初始表示将直面迎战，然而此时他却发现自己与英国前首相撒切尔夫人在1990年11月遭逢的情景相似——无意间已失去相当一部分有投票权的议员支持，如果应战，胜出的概率極其有限。有鉴于此，在举行表决前夕，陆克文做出了和撒切尔夫人同样的决定——为了免于遭受被投票击败的羞辱而先行辞职。这使得吉拉德在无竞争情况下直接当选新任工党领袖和澳大利亚总理，之后时任财政部长的韦恩·斯旺接替了吉拉德遗留下来的副总理及副党魁的职缺。辞职离任前，陆克文在总理府外由家人陪伴对媒体发表了讲话，他说，在任联邦总理任内竭尽所能，并称为自己的成绩而感到骄傲。陆克文最后未能忍住，面对镜头含泪告别。
由於吉拉德在午夜突然發動黨内政變，因此許多選民在當晚就寢時完全不知有撤換總理的先兆，第二天政府首腦即已換人，因此工党对陆克文的处理手段被反对党和许多媒体评论员形容为“午夜中的政治枪决”，并且在选民心中造成了很大的负面影响，因为许多民众不满工党内部将一个人民选出来的总理用如此方法解决掉。吉拉德上任后虽然作为澳大利亚首位女总理享受了一段时期的民望蜜月期，但之前逼退陆克文事件暴露出了工党内部的龃龉以及被称为“无面人士”的政治掮客左右政局的弊病，这些都使得工党在大选前民意信任度再度开始下滑，特别是在陆克文的家乡昆士兰州，更是有全军覆没的危险。因此，出于顾全选举大局，成为後座议员的陆克文在后来的2010年澳洲联邦大选中出面声明会支持吉拉德，并在后来的大选中成功卫冕了自己在格里菲斯选区的议会席位。
2010年8月，在被提前举行的大选中，吉拉德领导的工党遭遇挫败，相较前次选举丧失了十多个席位，随时有下野的可能。所幸的是其后绿党的一名议员和三名无党籍的独立议员愿意加入工党阵营，吉拉德才勉强成立了悬峙政府从而保住执政权。在此次大选后，许多评论人士，包括曾经败给陆克文的前总理霍华德都指出，陆克文虽然在2010年初民意有所下降，但是他本人在选民中的声望仍然很高。工党在大选前不到4个月的时候用非常手段临阵换将是一个最大的败笔，使得其输掉了前届大选赢来的多数席位并处于必须听命于绿党和独立议员左右的被动局面。在这个问题上，吉拉德及其鼓动支持者难辞其咎。

### 外交部长（2010年9月－2012年2月）
2010年9月14日，吉拉德公布新一届内阁名单，任命陆克文为外交部长，并在同年9月代吉拉德参加联大会议。2012年2月，时任外交部长的陆克文和多个前座内阁同僚的矛盾开始公开化，原因是忠于吉拉德的议员指控陆克文意图夺回总理席位。2月22日，陆克文在外交訪問美國華盛頓期間，突然宣告因为内阁同事的攻击太过火而吉拉德却不加以制止，自己无法在不被总理支持的情況下繼續擔任外交部長的職務，宣告辭職並將回國考慮下一步動作。回國后他發表講話說，工黨在吉拉德的領導下無法在下屆選舉中戰勝由托尼·阿博特領導的反對黨，因此他將挑戰工黨黨魁一職。2012年2月27日，議會黨團進行投票決定党领袖人选，陸克文以31：71票不敵吉拉德，吉拉德留任黨领袖和總理。之后陆克文声明将遵守承诺退居议会後座并不会再挑战吉拉德的领导地位，并呼吁吉拉德一派不要报复在党内投票中支持他的议员。他空出的外交部长一职则不久后由前新南威尔士州州长鲍勃·卡尔接替。

### 暗潮汹涌的蛰伏
陆克文重新退居後座以後，并没有放弃他的公开露面，而且参加了很多活动，包括为一些工党的议员助选等，而且在国外也有活动，包括在中国的新浪微博注册，与中国网民互动，参与中国电视台的文化交流节目等。
与此同时，党内领导权之争却并未因吉拉德的胜利而结束。2013年3月，在总理吉拉德面临党内的信任危机及民调低迷的情况下，党内一批议员纷纷鼓动陆克文回锅担任总理。3月21号，时任地区发展部长，前工党领袖西蒙·克林宣布要求吉拉德进行领导权的投票，并支持陆克文参选，吉拉德随后回应同意在当天下午召开党团会议投票。但令人意外的是，在投票前10分钟，陆克文表态称将履行一年前的承诺不会挑战，此举促使在当天的投票中吉拉德在无人竞争中自动当选领袖。事后很多支持陆克文挑战的部长均被迫辞职，但陆克文称自己咨询过支持者，在得知无法获得党团多数支持下才决定不挑战。

### 夺回权杖与落日余晖（2013年6月－2013年9月）

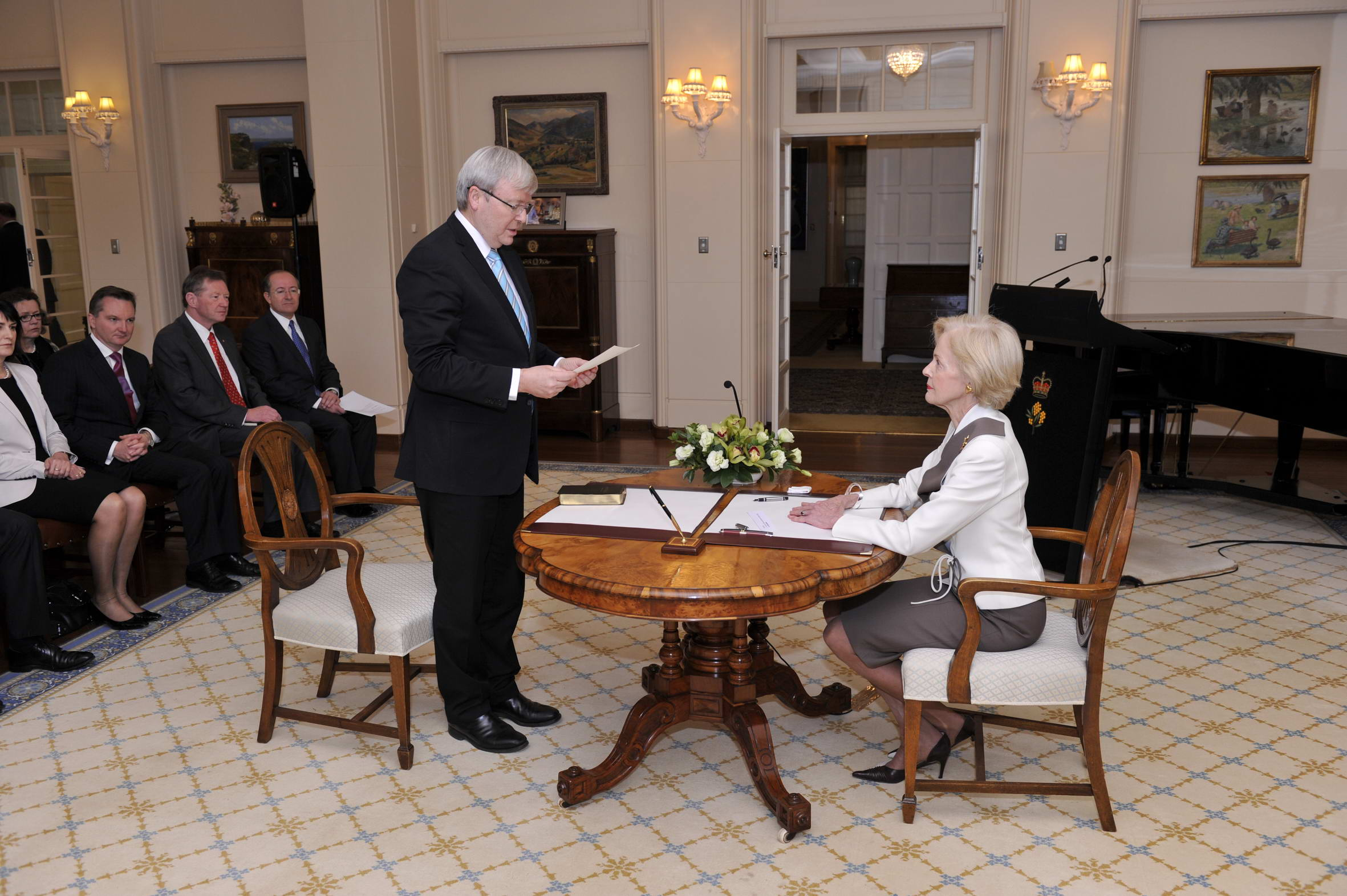
陸克文第二度宣誓就職總理

2013年6月26日，在工党民调持续低迷，甚至有民调称工党将在来临的大选中席位减半的情况下，总理兼工党领袖吉拉德终于决定在当晚7点召开工党党团会议，对领导权进行表决，陆克文也宣布为了国家和民众的利益同意再次挑战吉拉德。最终，陆克文在党团会议上以57比45票顺利当选党领袖。次日早晨陆克文觐见总督并获任命担任总理组建第二次陆克文内阁。再任总理的陆克文意图力挽狂澜拯救工党的选情，大幅改变了吉拉德政府的气候变化和难民政策，并改革工党党务。虽然在其复职初期个人民调高企并将工党民调推到和在野联盟党势均力敌的高度，但不久工党支持率就停止攀升。陆克文随后宣布举行大选。

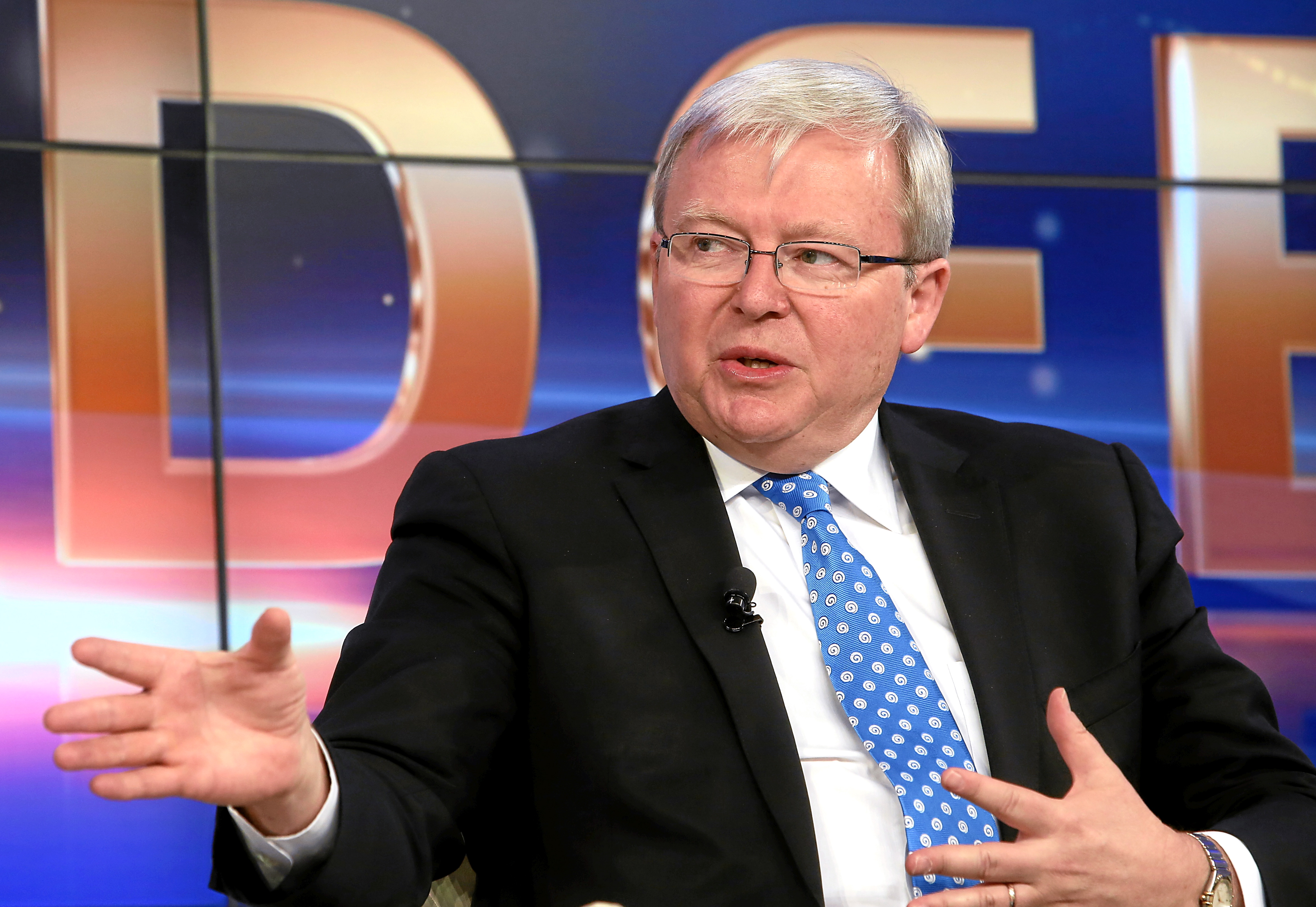
陆克文在2013年世界经济论坛年会上

在2013年9月7日举行的2013年澳洲联邦大选中，陆克文带领的工党未能取得联邦下院多数席位，失去执政党地位。工党的最后选举结果虽未如吉拉德在任时预计的惨烈，但其联邦国会议席仍较上次大选大幅减少。陆克文在选举当晚宣布接受选举失败，并称他接受工党败选的责任，宣布卸任工党党魁职务。新当选的总理托尼·阿博特在9月18日接受总督任命就任总理，陆克文的总理任期同时结束。虽然工党败选，但根据事后公布的工党内部民调，陆克文的临危受命为工党拯救了至少15个国会席位：根据吉拉德在位时的民调，这些选区都会倒向联盟党，但陆克文出山后这些选区的选局立即改善，最终工党保住这些席位，使得工党能够保存实力，他日再战。

## 后政坛时代
2013年11月，陆克文在澳洲国会发表演说，宣布辞去国会议员职务并退出澳大利亚政坛。2014年初，陸克文离开澳大利亚移居美国，在麻省剑桥的哈佛大学肯尼迪学院拜尔佛中心担任研究员。10月21日出任纽约的亚洲协会政策研究所的首任所长。
陸克文在任和卸任後一直有評論認爲他的資歷適合競逐聯合國秘書長職位。2016年，陸克文正式請求澳大利亚政府提名他競選聯合國秘書長。2016年7月28日，时任澳洲总理的马尔科姆·特恩布尔召开政府内閣會議讨论此事，会上對陸克文是否適合此職位發生了分歧。最终，特恩布尔决定代表政府否決陆克文的請求。因爲陸克文必須獲得澳大利亞的提名才能參加競選，因此這一決定代表陸克文的選戰結束。事後陸克文也確認如此。

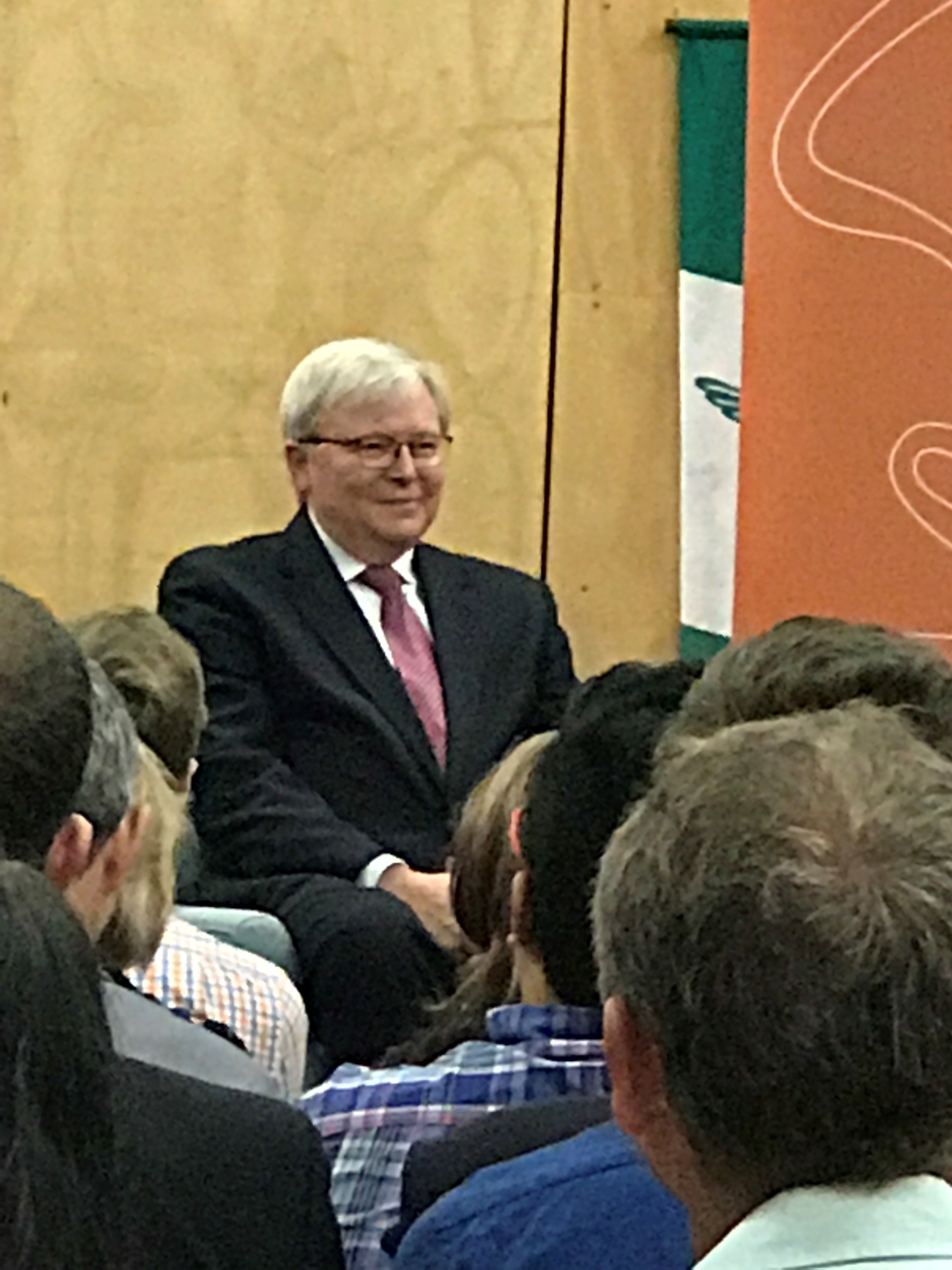
陸克文在2017年首冊自傳的發佈會

2019年5月，新一届澳洲联邦大选开跑之际，陆克文返澳参与了多场工党的造势宣传活动。其中引人注目的是他与曾经的政敌、前总理朱莉亚·吉拉德在一些活動中同台并偶有交談。外界评论这至少在表面上釋下了二人近十年来的恩怨前嫌，同時也为工黨塑造了團結对外的形象。
2022年12月，澳洲總理阿爾巴尼斯任命陸克文為新一任澳洲駐美大使，其已於2023年3月上任。

## 政策主张

### 外交政策
陸克文出任影子外交部長時提出了“三個支柱”外交政策框架，即：與聯合國結合、與亞洲結合、維持與美國的同盟，在執政后成爲陸克文政府的外交政策指導。
在出兵伊拉克問題上，陸克文雖不同意發動伊拉克戰爭，但認爲國家應該繼續支持駐伊部隊，但逐步減少駐軍並對伊拉克提供軍事和非軍事方面的幫助確保伊拉克和平、穩定的轉型。根據此政策，第一次陸克文政府當選后就開始計劃從伊撤軍（2007年時駐伊澳軍仍有1575人）。2008年6月1日起澳大利亞部隊開始撤離伊拉克（包括訓練伊拉克部隊的教官），2009年之後只留下一支保護澳大利亞大使館和外交人員的部隊，以及兩位擔任聯合國職務的武官。2011年前者亦撤出伊拉克。
在阿富汗戰爭問題上，陸克文支持澳洲軍隊繼續駐軍並參加戰鬥。
陆克文在2022年对中美之间可能因台湾问题爆发的冲突，认为澳大利亚及其盟友需要对稳定印太局势的潜在冲突做好中长期准备。他表明，澳大利亚需要在未来5年塑造印太地区的稳定保持清醒，因为从中国的角度来看，认为习近平可能搁置他收复台湾的愿望是愚蠢的，并认为中国最早可能在2020年代后期或2030年代对台湾采取行动。而避免中长期冲突的唯一途径，是美国、盟国和台湾共同对中国实施有效的威慑，例如军事、技术、金融、经济、外交政策和政治方面才能避免冲突。

### 经济观点
陆克文批判新自由主义，认为它制造了自由市场原教旨主义，而且称这两者“被证明只是伪装成经济哲学的个人贪婪”，它们对经济管制的彻底放松导致了金融危机的出现。陆克文提倡第三条道路，认为政府应该对竞争市场进行恰当的监管和发生金融危机时进行干预。
2013年7月1日第二次任职澳大利亚总理后就新内阁的阵容进行了说明时表示“中国的资源热已经终结”，并同时表示将强化制造业和服务业等资源以外产业，称这是：“实现经济多样化，保持增长”。

### 環境政策
2007年12月3日，陸克文剛上任總理後，隨即签署《京都議定書》。在宣布这一举措时，陸克文称这是“在国内和国际社会上抵御气候变化的努力上，我们国家迈出的相当大的一步。”
在減少溫室氣體排放問題上，陸克文支持利用排放限額交易機制減少排放，而不是反對黨提出的“直接介入”政策。但排放交易政策在第一任陸克文政府執政時由於未能和參議院小黨達成共識而未能實現，在吉拉德政府任内變相實現：實行的機制是先以固定排放价對排放收稅，在數年后再轉爲交易型的市場定價機制。第二任陸克文政府上臺后宣佈將研究加快轉向市場定價的時間表。
在野生動物保護上，陸克文政府採取積極政策。特別是在日本侵入澳洲鄰海捕鯨問題上，政府對反抗活動基本持支持態度。第一届陆克文政府在多边谈判未能说服日本的情况下于2010年不惜將日本告上海牙国际法庭。《南极捕鲸案（澳大利亞訴日本；新西兰介入）》在2013年6月26日到7月16日進行公開聆訊，第二届陆克文政府派出以律政部长、御用大律师德雷福斯为首的强大律师团队前往海牙参加庭辩。最终国际法庭在2014年4月以12票赞成、4票反对的结果宣判日本在南太平洋的捕鲸活动违反国际法，必须停止，至此澳大利亚反日本捕鲸的活动以胜利告终。

## 观点
2018年9月27日，陆克文在主持与马来西亚首相马哈迪·莫哈末的对话环节时表示，他对高龄93岁的马哈迪在马来西亚第14届大选凯旋获胜，感到钦佩：“非常少见一名领袖可以无稿演讲30分钟，我们都认为你是政治回归的守护神。”

## 中国情结
陆克文是一位能说流利标准汉语（普通話）的西方国家领导人；在他年輕的时候，即對中國文化感到興趣。不但曾到台湾的國立臺灣師範大學留學，更以外交官的身份长期派驻中華人民共和國工作，并與各界建立广泛的人脉关系。有报道称，中华人民共和国国家环保总局副局长潘岳就是陆克文认识多年的老朋友。陆克文在出任总理之前就因为他对中文和中国问题的掌握进入中国党和国家领导人的视野。2003年新任中共中央总书记胡锦涛访问澳大利亚并在国会发表演讲，陆克文曾與胡錦濤使用汉语交談，讓胡感到驚訝。2006年11月，陆克文率领澳大利亚工党代表团访问北京，并与时任中共中央政治局委员、中共中央宣传部部长刘云山洽談了一个小时；被刘云山称为“中国问题专家”。
下野期间，陆克文多次在全球各地就中国问题发表演讲、参加论坛，并在中国演讲。在他的外孙女出生后，也时常以个人身份到访中国，看望住在北京的女儿一家。他还加入中国社交网站新浪微博与中国大众互动。他在社交网站上“晒出”的照片小到刮胡子受伤，大到与中国国家元首通电话，都成为中国媒体报道的话题。
2015年初新一輪「中國崩潰論」又在西方燃起，陆克文在纽约举行的世界中国学论坛美国分论坛上發表駁斥認為其「胡說八道」，認為二三十年來每隔一陣出現的中國崩潰論內容都老調重彈，總認為經濟進入下滑期後中國內部貧富矛盾會爆發然後會內部暴亂會崩潰，西方有一批學家永遠不肯放棄此論點，然而這些預測從沒有發生，他認為也永遠不會發生。因為很多人忽略的是文革動盪和人民公社的大飢荒那時中國經濟比現在完全不具可比性，多數人家在為食物奮鬥，然而即使那種經濟下中國共產黨依然沒有崩潰，也沒有出現什麼根源性的大暴亂，後續轉變政策後短短30年依然成為超級強權。共產黨核心一直有注重底層分配的本質，也有夠大的權力去實施各種別國無法想像的大型政策。
2020年3月17日新冠病毒疫情期间，陆克文发表《致中國朋友的求助信》向全體中國人民求助獲取醫療物資，肯定中方防疫政策的有效性值得世界複製，信中提到現在要和病毒作戰同時要和「可恶的种族主义者、狭隘的保护主义者」作戰，所有世界公民必須團結才能戰勝這場戰鬥，萬里為鄰一路風雨同行。

### 博士論文研究習近平
2017年陸克文進入牛津大學耶穌學院攻讀博士，博士論文以時任中共中央總書記習近平為主題，2022年畢業獲得學位。陸克文在論文中認為習近平的思想有更濃厚的馬克思主義氣質，可能對中華人民共和國經濟成長有負面影響。

## 著作
- 《不畏 陆克文自传》青岛出版社 2021-04，九落九起，以奇迹之势从农场放牛娃到澳大利亚总理！执教哈佛大学，创立亚洲政策研究所，横跨政、商、学三界！！退休老干部陆克文亲笔自传
- 《可避免的戰爭：美國與習近平治理下的中國》，2022年3月。
- 牛津大学的哲学博士论文，关于习近平世界观的420页论文。2022年7月
- 《习近平眼里的世界一一中国的首席空想家到底相信什么？》2022年10月21日《议报》首发

## 家庭
陆克文的妻子李恩（Thérèse Rein，音譯作「泰蕾丝·瑞恩」）是他大学时代的恋人，心理学专业毕业。
1989年，李恩买下一家濒临倒闭的小型职业介绍公司。通过17年的努力，这家原来仅有两人的小公司已经成为拥有1200名雇员、65家分公司的大型跨国人力资源管理服务公司，现名“英格斯公司集团”。其业务已经拓展到了英国、法国和德国。即使是这样由自己一手操办的企业，在大选之前，為避嫌疑，李恩也不得不出售自己的股份。
陆克文夫妇育有3个孩子：
- 长女杰西卡（Jessica，中文名陸杰喜[49]），1984年出生，文學士（政治科學專業）和法學士畢業，曾任律师，現寫作為業。2007年和一位布里斯班的律師、银行家谢若谷（Albert Tse）结婚，谢是自香港移民澳大利亚的潮州人；[48]，2012年杰西卡诞下一女[49]。
- 长子尼古拉斯（Nicholas，中文名陆雨德），1986年出生，大學學習法律和中文，曾于2005年在复旦大学学习，現任職律師。2012年與律所同事薩拉·沙弗汝丁（Zara Shafruddin）結婚；[48]
- 幼子马克斯（Marcus），1993年出生，中学毕业後也已经开始研習汉语。[48]

陸克文的其他較出名的親屬包括侄子文誠·拉德（Van Thanh Rudd，音譯），是藝術家和左翼活動家，2010年聯邦大選中代表左翼小黨革命社會黨競逐總理吉拉德的羅勒選區，獲得0.50%的選票。

## 外部連結
- 陆克文的新浪微博
- 陆克文官方网站（页面存档备份，存于）
- 澳大利亚总理官方网站（页面存档备份，存于）
- 陸克文2007年5月7日在布里斯本的劳动節慶典上發表的講話

| 澳大利亚议会               | 澳大利亚议会                                | 澳大利亚议会           |
| -------------------------- | ------------------------------------------- | ---------------------- |
| 前任者： 格雷姆·麦克杜格尔 | 眾議院格里菲斯选区议员 1998年－2013年       | 繼任者： 特麗·巴特勒   |
| 政党职务                   |                                             |                        |
| 前任者： 金·比兹利         | 工黨领袖 2006年12月4日－2010年6月24日       | 繼任者： 朱莉娅·吉拉德 |
| 前任者： 朱莉娅·吉拉德     | 工黨领袖 2013年6月26日－2013年9月13日       | 繼任者： 比尔·萧藤     |
| 官衔                       |                                             |                        |
| 前任者： 金·比兹利         | 澳大利亚反对党领袖 2006年－2007年           | 繼任者： 布倫丹·納爾遜 |
| 政府职务                   |                                             |                        |
| 前任者： 约翰·霍华德       | 總理 2007年12月3日－2010年6月24日           | 繼任者： 朱莉娅·吉拉德 |
| 前任者： 朱莉娅·吉拉德     | 總理 2013年6月27日—2013年9月18日            | 繼任者： 托尼·阿博特   |
| 前任者： 斯蒂芬·史密斯     | 澳大利亚外交部部长 2010年－2012年           | 繼任者： 鲍勃·卡尔     |
| 外交職務                   |                                             |                        |
| 前任者： 朱莉娅·吉拉德     | 英联邦轮值主席 2013年6月27日－2013年9月18日 | 繼任者： 托尼·阿博特   |